# Aeroporto Internacional de Los Angeles
O Aeroporto Internacional de Los Angeles (em inglês:  Los Angeles International Airport), também conhecido pelo seu código IATA, LAX  é um aeroporto internacional no condado de Los Angeles, na Califórnia e que serve principalmente à cidade de Los Angeles e sua área metropolitana, ele fica a 30 km do centro de Los Angeles, sendo o quinto aeroporto mais movimentado do mundo, em termos de passageiros, tendo movimentando 87,53 milhões de passageiros e 2,45 milhões de toneladas de carga em 2018.
O Aeroporto Internacional de Los Angeles serve como escalas de voos procedentes de outras cidades do continente americano e da Europa, cujo destino final são cidades localizadas na Ásia. O Aeroporto Internacional de Los Angeles, além disso, é também o aeroporto mais movimentado do mundo, quando se considera apenas o número de passageiros que possuem como destino final Los Angeles (e não utilizando o aeroporto como um centro de conexão para voos com destino final em outro aeroporto).

## Terminais
LAX  tem nove terminais de passageiros em forma de  "U" ." Os terminais são servidos por uma rede de ônibus. Além destes  terminais, há 2 mil pés quadrados para as facilidades da carga em LAX.

### Terminal 1
Companhias aéreas:
- Southwest Airlines (Albuquerque, Atlanta, Austin, Baltimore/Washington, Chicago-Midway, Dallas-Love, Denver, El Paso, Houston-Hobby, Kansas City, Las Vegas, Milwaukee, Nashville, Nova Orleans, Oakland, Phoenix, Pittsburgh, Reno/Tahoe, Sacramento, St. Louis, Salt Lake City, San Antonio, San Jose (CA), Tucson)

### Terminal 2
Companhias aéreas:
- Aeroméxico (Aguascalientes, Guadalajara, León, Mexico City, Puebla)
  - Aeroméxico Connect (Culiacán, Hermosillo, Monterrey)
- Air Canada (Calgary, Montréal, Toronto-Pearson, Vancouver)
  - Air Canada Jazz (Edmonton)
- Air China (Pequim)
- Alitalia (Roma)
- Avianca (Bogotá)
- Hawaiian Airlines (Honolulu)
- Sun Country Airlines (Minneapolis/St. Paul)
- TACA (Departures) (Cidade da Guatemala, San Salvador, Managua [seasonal])
  - Lacsa (San José (CR))
- Virgin Atlantic (London-Heathrow)
- Volaris (Aguascalientes, Culiacán, Guadalajara, México, Morélia, Uruapan, Zacatecas)
- WestJet (Calgary, Edmonton, Kelowna, Vancouver)

### Terminal 3
Companhias aéreas:
- Allegiant Air (Bellingham, Des Moines, Eugene, Fargo, Fayetteville (AR), Grand Juction, Idaho Falls, Medford, Missoula, Sioux Falls, Springfiled (MO), Wichita)
- Frontier Airlines (Denver)
- JetBlue Airways (Boston, Ft. Lauderdale, Nova Iorque)
- Spirit Airlines (Chicago-O'Hare, Dallas/Ft. Worth, Fort Lauderdale, Houston-Intercontinental, Las Vegas)
- Virgin America (Boston, Cancún, Chicago-O'Hare, Dallas/Ft. Worth, Filadélfia, Ft. Lauderdale, Las Vegas, Newark, Nova Iorque, Orlando, Portland (OR), San Francisco, San Jose (CA), Seattle/Tacoma, Washington-Dulles)
- Virgin Australia (Brisbane, Melbourne, Sydney)

### Terminal 4
Companhias aéreas:
- American Airlines (Austin, Boston, Buenos Aires, Cabo San Lucas, Chicago-O'Hare, Columbus (OH), Dallas/Fort Worth, Denver, Honolulu, Kahului, Kona, Las Vegas, Lihue, London-Heathrow, Miami, Nashville, New York-JFK, Newark, Orlando, San Antonio, San Francisco, San José (CA), San Juan, San Salvador, St. Louis, São Paulo, Tokyo-Narita, Toronto-Pearson, Washington-Dulles)
  - American Eagle (Fayetteville (AR), Fresno, Las Vegas, Monterey, San Diego, San Jose (CA), San Luis Obispo, Santa Barbara, Santa Fe)

- Qantas (Melbourne, Sydney)

### Terminal 5
Companhias aéreas:
- Delta Air Lines (Acapulco, Amsterdam, Anchorage, Atlanta, Belize City [seasonal], Boston, Cancún, Cincinnati/Northern Kentucky, Columbus, Fort Lauderdale, Guadalajara, Guatemala City, Hartford, Honolulu, Jacksonville, Kahului, Las Vegas, Liberia (CR), Managua , New Orleans, New York-JFK, Orlando, Paris, Puerto Vallarta, Raleigh/Durham, Salt Lake City, Seattle/Tacoma ,São Paulo, Tampa, Washington-Dulles)
  - Delta Connection operado por ExpressJet Airlines (Boise, Culiacán, Denver, Eugene, ,Ixtapa/Zihuatanejo, La Paz (MX), Las Vegas, Los Mochis, León, Loreto, McAllen, Manzanillo, Mazatlán, Oakland, Oklahoma City ,Phoenix, Portland (OR), Reno/Tahoe, Sacramento, San Diego, San Francisco, San Jose (CA), Santa Fe , Seattle/Tacoma, Spokane, Torreón, Vancouver, Wichita, Zacatecas)
  - Delta Connection Operado por SkyWest (Salt Lake City)

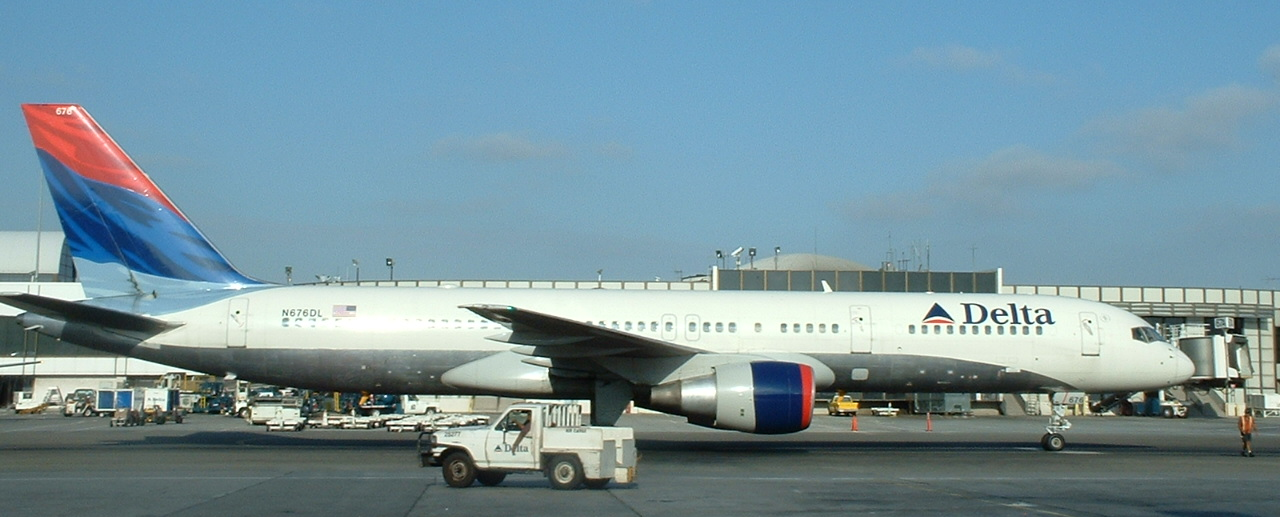
Delta Boeing 757-232 no LAX em agosto de 2003.

### Terminal 6
Companhias aéreas:
- Alaska Airlines (Anchorage, Cabo San Lucas, Calgary, Cancún, Guadalajara, Ixtapa/Zihuatanejo, La Paz, Loreto, Manzanillo, Mazatlán, Mexico City, Portland (OR), Puerto Vallarta, San Francisco, Seattle/Tacoma, Vancouver, Washington-Reagan)
  - Horizon Air (Loreto, Mammoth Lakes, Medford, Portland (OR), San Jose (CA), Santa Rosa, Seattle/Tacoma)
- Copa Airlines (Panama City)
- Delta Air Lines (departure/arrival gates only; see Terminal 5)
- United Airlines (International Arrivals; departure/arrival see Terminal 7)

### Terminal 7
Companhias aéreas:
- United Airlines (Baltimore/Washington, Boston, Cancún, Chicago-O'Hare, Denver, Filadélfia, Guadalajara, Honolulu, Kahului, Kona, Lihue, London-Heathrow, Melbourne, Mexico City, Nova Orleans, Nova Iorque-JFK, Newark, Orlando, Puerto Vallarta, San Francisco,  San José del Cabo, Shanghai-Pudong, Sydney, Tóquio-Narita, Washington-Dulles)

### Terminal 8
Companhias aéreas:
- United Airlines
  - United Express operado por SkyWest (Albuquerque, Aspen [seasonal], Bakersfield, Boise, Carlsbad, Colorado Springs, Fresno, Imperial, Inyokern, Modesto, Monterey, Montrose Oakland, Oklahoma City, Ontario, Orange County, Oxnard, Palm Springs, Phoenix, Reno/Tahoe, Sacramento, Salt Lake City, San Antonio, San Diego, San Jose (CA), San Luis Obispo, Santa Barbara, Santa Maria, St. George, Tucson, Vancouver, Wichita , Yuma)

### Terminal Internacional Tom Bradley
Companhias aéreas:
- Aeroflot (Moscou-Sheremetyevo)
- Air France (Papeete, Paris-Charles de Gaulle)
- Air New Zealand (Apia, Auckland, London-Heathrow, Nadi, Rarotonga)
- Air Pacific (Nadi)
- Air Tahiti Nui (Papeete, Paris-Charles de Gaulle)
- All Nippon Airways (Tóquio-Narita)
- Asiana Airlines (Seul-Incheon)
- British Airways (Londres-Heathrow)
- Cathay Pacific (Hong Kong)
- China Airlines (Taipé-Taiwan Taoyuan)
- China Eastern Airlines (Shanghai-Pudong)
- China Southern Airlines (Guangzhou)
- Copa Airlines [chegadas]
- El Al (Tel Aviv)
- Emirates Airlines (Dubai)
- EVA Air (Taipé-Taiwan Taoyuan)
- Iberia Airlines (Madrid)
- Japan Airlines (Tóquio-Narita)
- KLM Royal Dutch Airlines (Amsterdam)
- Korean Air (Seul-Incheon)
- LATAM Airlines (Lima, Santiago de Chile, São Paulo)
  - LATAM Peru (Lima)
  - LATAM Chile (Santiago do Chile)
  - LATAM Brasil (São Paulo–Guarulhos)
- Lufthansa (Frankfurt, Munich)
- Malaysia Airlines (Kuala Lumpur, Taipé-Taiwan Taoyuan)
- Norwegian Air Shuttle (Barcelona, London–Gatwick, Madrid, Paris–Charles de Gaulle, Copenhagen, Oslo–Gardermoen, Rome–Fiumicino, Stockholm–Arlanda)
- Philippine Airlines (Manila)
- Qantas (Auckland, Brisbane, Melbourne, Sydney)
- Singapore Airlines (Singapura, Taipé-Taiwan Taoyuan, Tóquio-Narita)
- Swiss International Air Lines (Zürich)
- TAP Air Portugal (Lisboa) [Em Breve]
- Thai Airways International (Bangkok-Suvarnabhumi)
- Turkish Airlines (Istambul-Atatürk)

## Charter
- Interstate Jet
- Miami Air
- Omni Air International
- World Airways
- PrivatAir